# Pachypellina fistulata
Pachypellina fistulata är en svampdjursart som först beskrevs av James Barrie Kirkpatrick 1907.  Pachypellina fistulata ingår i släktet Pachypellina och familjen Phloeodictyidae. Inga underarter finns listade i Catalogue of Life.